# Les Femmes au balcon
Les Femmes au balcon (Engels: The Balconettes) is een Franse film uit 2024, geregisseerd en mede geschreven door Noémie Merlant. De hoofdrollen worden vertolkt door Merlant, Souheila Yacoub en Sanda Codreanu.

## Verhaal
Tijdens een hittegolf in Marseille observeren drie huisgenoten in hun appartement vanaf het balkon vrolijk hun mysterieuze buurman, over wie ze allerlei fantasieën koesteren. Maar laat in de avond verandert een gewoon conflict in een bloedbad.

## Rolverdeling
| Acteur                 | Personage |
| ---------------------- | --------- |
| Noémie Merlant         | Élise     |
| Souheila Yacoub        | Ruby      |
| Sanda Codreanu         | Nicole    |
| Christophe Montenez    | Paul      |
| Lucas Bravo            | Magnani   |
| Nadège Beausson-Diagne | Denise    |

## Release
Les Femmes au balcon ging op 19 mei 2024 in première op het Filmfestival van Cannes buiten competitie in de Séances de minuit. De film kreeg gemengde kritieken van de filmcritici, met een score van 62% op Rotten Tomatoes, gebaseerd op 13 beoordelingen.